# Benvenuti a Zombieland
Benvenuti a Zombieland (Zombieland) è un film del 2009 diretto da Ruben Fleischer, con Woody Harrelson ed i giovani Jesse Eisenberg, Emma Stone e Abigail Breslin.
Il film è uscito nelle sale cinematografiche statunitensi il 2 ottobre 2009, in Italia la pellicola è stata distribuita direttamente per il mercato home video a partire dal 6 ottobre 2010.

## Trama
Il film ha luogo in un'America post-apocalittica, due mesi dopo un'epidemia mortale causata dal consumo di carne infetta di mucca pazza, che poi è diventato il virus della "persona pazza" e infine dello "zombi pazzo".
Il protagonista sta cercando di raggiungere Columbus, in Ohio, per vedere se i suoi genitori sono ancora vivi. Dopo aver perso la sua macchina in un incidente, incontra un uomo duro che non ama dare confidenze (e che quindi gli associa il nome della città di provenienza, Tallahassee) in cerca dei Twinkie, merendine che gli ricordano il passato senza zombie. Decidono di viaggiare insieme e, fermandosi in un supermercato, incontrano due giovani sorelle, Wichita e Little Rock. Le due li ingannano e prendono le loro armi e la Cadillac Escalade di Tallahassee, così i ragazzi proseguono a piedi, trovando un Hummer H2 con tanto di armi. Sulla strada ritrovano le due sorelle, che nuovamente tentano di rubare il loro veicolo. Columbus propone una tregua e di continuare il viaggio insieme.
Quando Columbus chiede a Wichita se è già stata nella città di Columbus, ella risponde che è stata rasa al suolo in seguito all'invasione degli zombie. Columbus, superato lo shock della perdita della sua famiglia, decide quindi di rimanere col gruppo; Wichita, quindi, rivela che sta portando sua sorella Little Rock a Pacific Playland, un parco giochi a Los Angeles che si dice sia libero dagli zombi.
Sulla strada per il parco, il gruppo passa per Hollywood e Tallahassee decide di portarli nella villa di Bill Murray per passare la notte. Durante la perlustrazione, Tallahassee e Wichita incontrano lo stesso Murray, non infetto, ma travestito da zombi col make-up in modo da camminare tranquillamente in mezzo agli infetti per svolgere normalmente le più consuete attività quotidiane, come giocare a golf. Nel mentre, Columbus, che si era separato dal gruppo insieme a Little Rock, decide di far vedere a quest'ultima il film Ghostbusters nel cinema privato della villa. Più tardi, però, Tallahassee e Wichita mandano Bill Murray a spaventare Columbus e Little Rock per scherzo, ma il giovane, credendolo un vero zombie, gli spara e lo uccide.
Dopo un breve funerale, Columbus comprende che Tallahassee ha perso suo figlio, ucciso dagli zombi, invece del suo cane come all'inizio credeva. Wichita inizia a provare dei sentimenti per Columbus e tenta un bacio che viene interrotto improvvisamente da Tallahasse; la mattina seguente, però, la ragazza parte con Little Rock per Pacific Playland senza avvisare i due amici. Columbus tuttavia decide di andare da Wichita, ma viene inizialmente ostacolato da Tallahasse che ha in mente altri progetti. Nonostante ciò, Columbus fa capire a quest'ultimo l'importanza della famiglia e riesce a fargli cambiare idea, accompagnandolo da Wichita.
Wichita e Little Rock arrivano a Pacific Playland e accendono tutte le luci e le attrazioni, attirando però degli zombi nelle vicinanze. Le sorelle, accortesi del pericolo, si rifugiano su una torre a caduta libera, ma presto rimangono senza munizioni. Tallahassee e Columbus arrivano sul posto e capiscono la gravità della situazione: Tallahassee riesce ad attrarre la maggior parte degli infetti con una tromba da stadio, quindi si rifugia intenzionalmente in una casetta e, protetto dalle saracinesche, uccide tutti gli zombie; Columbus, invece, dopo aver ucciso qualche zombi all'interno di una "casa stregata", si dirige dalle sorelle e salva le ragazze, non prima di aver superato le sue paure uccidendo uno zombie-clown. Wichita in ringraziamento gli rivela il suo vero nome, Krista, ed i due finalmente si baciano.
Tallahassee razzia un locale che serviva Twinkies fritti cercando ossessivamente la desiderata merendina. Columbus, sentendo dei rumori provenire dal buio magazzino del locale, spara per difesa, ma colpisce l'unica scatola di Twinkies rimasta nella dispensa, distruggendo i dolci e rendendoli immangiabili; tuttavia, Little Rock è riuscita a salvare un Twinkie e lo consegna a Tallahassee. Nel finale, Columbus si rende conto che loro tre sono l'unica famiglia di cui ha sempre avuto bisogno ed il gruppo lascia Pacific Playland insieme.

## Colonna sonora
Nei titoli di testa del film è stata utilizzata la canzone For Whom the Bell Tolls dei Metallica.

## Accoglienza

### Incassi
A fronte di un budget di 23,6 milioni di dollari, il film ha incassato 75590286 $ in Nord America e 26801794 $ nel resto del mondo, per un totale di 102392080 $.

### Critica
Sull'aggregatore di recensioni online Rotten Tomatoes il film ha un indice di approvazione del 89%, basato su 259 recensioni professionali con un punteggio medio di 8.9/10. Su Metacritic il film ha un indice di gradimento del 73% basato su 31 recensioni.

## Riconoscimenti
- 2010 - Empire Awards
  - Candidato per il Miglior horror
- 2010 - MTV Movie Awards
  - Candidato per il Miglior momento "Ma che ca...!" a Bill Murray
  - Candidato per la Performance più terrorizzante a Jesse Eisenberg

## Sequel
Nel luglio 2018 la Sony ha annunciato la produzione di un sequel con il cast originale, in Italia è uscito il 14 novembre 2019.

## Serie televisiva
Nel 2013 viene avviata la produzione di una serie TV dal titolo Zombieland per Amazon Studios. Venne girato un pilot diretto da Eli Craig che ricevette ampie critiche durante le anteprime e la produzione della serie venne cancellata.